# Vrouwe van het Duister
Vrouwe van het Duister is een fantasyboek van de Britse schrijfster Tanith Lee.

## Verhaal
De bloeddorstige krijgsheer Vaddix regeert met ijzeren hand over zijn rijk. Zijn dochter Vivia vindt slechts troost in haar geheime plaats, diep onder in het kasteel, waar het altaar van een oeroude god staat. Deze vleermuisgod schenkt haar het eeuwige leven.